# Casbah – Verbotene Gassen
Casbah – Verbotene Gassen (Originaltitel Casbah) ist eine US-amerikanische Literaturverfilmung unter der Regie von John Berry. Tony Martin spielt Pepe le Moko, der einer Bande von Juwelendieben vorsteht, und sich in der Casbah, einem geschützten Bereich der Altstadt von Algier, verborgen hält. Die Liebe zu einer Frau, gespielt von Marta Toren, lässt ihn unvorsichtig werden, was ihm dann zum Verhängnis wird. Weitere Hauptrollen spielen Yvonne De Carlo als Pepes eifersüchtige Freundin Inez und Peter Lorre als Inspektor Slimane. Erik Charell schuf den musikalischen Rahmen für diese Verfilmung. 
Es handelt sich um eine Literaturverfilmung nach Henri La Barthes Roman Pépé le Moko (Detective Ashelbe), für die Leslie Bush–Fekete und Arnold Manoff das Drehbuch schrieben. Bereits 1936 verfilmte Julien Duvivier unter dem Titel Pépé le Moko (deutscher Titel Pépé le Moko – Im Dunkel von Algier) die Geschichte mit Jean Gabin in der Hauptrolle. 1938 gab es eine weitere Verfilmung von John Cromwell unter dem Titel Algiers, in der Charles Boyer und Hedy Lamarr die Hauptrollen spielten.

## Handlung
Louvain, der neue Polizeipräfekt von Algier, steht vor dem Problem, den berüchtigten Juwelendieb Pepe Le Moko festsetzen zu müssen, der sich in der Casbah von Algier verborgen hält und von den dortigen Bewohnern geschützt wird. Als er meint, wenn es nötig sei, setze er alle 11.000 französischen Polizisten auf den Gauner an, erwidert Inspektor Slimane, der für das Viertel zuständig ist, dass diese auch nichts gegen die circa 50.000 „Bodyguards“ ausrichten könnten, die Pepe dort unterstützen würden, womit er die Einwohner meint, die sich großteils auch aus nicht gerade gesetzestreuen Bürgern zusammensetzen. Slimane hat sich geschworen, dass es ihm irgendwann gelingen werde, Pepe zu schnappen. Erst einmal hat er Carlo als Undercover-Agenten ins Viertel eingeschleust. Carlo war einst zusammen mit Pepe und weiteren Leuten aus der Casbah zusammen in einem Pariser Gefängnis. Pepe ist mit Inez zusammen, einer schönen Frau, die einen kleinen Tabakladen führt. Als Carlo so unvermutet auftaucht, begegnet sie ihm misstrauisch, Pepe will davon jedoch nichts wissen, da er Carlo vertraut. Als Pepe und seine Männer an diesem Abend die Touristen berauben, die zahlreich in Odettes Bar erschienen sind, können Louvains Männer ihn zwar kurzfristig verhaften, die Unterstützung für ihn im Viertel und der Widerstand gegen die Polizeibeamten ist jedoch so groß, dass Pepe nach kürzester Zeit wieder frei ist. Kurz zuvor hatte er beim Tanz in Odettes Bar Bekanntschaft mit Gaby gemacht, die mit ihrem Verlobten eine Yacht im Hafen liegen hat, und sich Hals über Kopf in die aparte Frau verliebt. Das ist auch Slimane, der Pepe beobachtet hat, nicht verborgen geblieben und langsam reift ein Plan in seinem Kopf heran. Gaby und Pepe verbringen die Nacht miteinander und erst morgens kehrt die junge Frau auf das im Hafen verankerte Schiff zurück. Slimane will Gaby dazu benutzen, dass Pepe die Casbah verlässt und dann will er zuschlagen. Gaby ist sogar bereit, mit Pepe zusammen in der Casbah zu wohnen, Pepe wiederum ist bereit, ihr zuliebe sein Heiligtum zu verlassen, um mit ihr neu anzufangen. Die junge Frau trennt sich von ihrem Verlobten Claude und zieht erst einmal ins Hotel Oasis. Am Abend ist sie mit Pepe verabredet, wird jedoch vorher von Slimane angesprochen, der ihr erzählt, dass Pepe einem Eifersuchtsdrama zum Opfer gefallen und tot sei. Gaby bucht daraufhin einen Flug für den nächsten Tag. Als Pepe die Zusammenhänge durchschaut und Carlos Verrat und seine Zusammenarbeit mit Slimane erkennt, zwingt er den alten Freund dazu, allen die Wahrheit zu erzählen, bevor er ihn tötet. Er muss Gaby erreichen, bevor sie ihr Flugzeug nach Paris besteigt. Und so verlässt Pepe die schützende Casbah, um zum Flughafen zu eilen. Inez jedoch, die es nicht erträgt, Pepe zu verlieren, erzählt Slimane, wohin er unterwegs ist. Gerade als Pepe die Gangway entlanggeht, um an Bord zu gelangen, sieht er Slimane, der ihn verhaften will. Verzweifelt rennt er etwas schneller, um die Maschine doch noch zu erreichen, wobei er erschossen wird. Im Flugzeug sitzt eine zutiefst traurige Frau, die von alldem nichts mitbekommen hat.

## Hintergrund
Die Dreharbeiten fanden von Oktober 1947 bis Dezember 1947 statt. In den USA hatte der Film am 2. April 1948 Premiere. In Österreich kam der Film am 26. Mai 1950 unter dem Titel Die Frauengasse von Algier in die Kinos. In der Bundesrepublik Deutschland lief er erstmals am 12. Mai 1952 in den Kinos an. 
Für die schwedische Schauspielerin Marta Toren markiert dieser Film ihr Schauspieldebüt. Laut The Hollywood Reporter wurde John Berry von Universal Pictures ausgeliehen, um die Regie in diesem Film zu übernehmen. Produzent Nat C. Goldstone und Hauptdarsteller Tony Martin, die die Hauptaktionäre der unabhängigen Produktionsfirma Marston Pictures waren, die diesen Film produzierte, verklagten Universal seinerzeit auf Schadensersatz und argumentierten, dass das Studio schlechte Marketingarbeit für den Film geleistet habe. Im Gegenzug verklagte Paramount Marston Pictures und behauptete, dass der Film zu teuer produziert worden sei und es nicht geschafft habe, zumindest die Kosten wieder einzuspielen. Universal gewann die Klage und erhielt laut Urteil 250.000 US-Dollar. Der von Harold Arlen und Leo Robin komponierte bzw. getextete Song „For Every Man There’s a Woman“ wurde im Jahr 1948 für einen Academy Award nominiert. Neben den bereits erwähnten Verfilmungen von 1936 und 1938 erschien 1948 eine weitere Verfilmung, eine satirische Version der Geschichte mit dem italienischen Komiker Totò.
Für Erik Charell, der hier auch die Produktionsleitung übernommen hatte, war Casbah einer seiner ganz wenigen Verpflichtungen in Hollywood.

### Lieder im Film
- For Every Man There’s a Woman
- Hooray for Love
- It Was Written in the Stars
- What’s Good About Goodbye?

## Kritiken
Das Lexikon des internationalen Films fasste sein Urteil wie folgt zusammen: „Romantisches Gangsterdrama. Schwächeres Remake der klassischen französischen Kriminaltragödie ‚Pépé le Moko‘.“
Die New York Times war der Ansicht, dass Tony Martin in der Rolle des Pepe nicht das Feuer und die Kraft des französischen Originals Jean Gabin erreiche, obwohl er gut singe und auch einige fulminante Tanzszenen habe und hob auch die Leistung von Charles Boyer in ‚Algiers‘, als Tony Martins Vorgänger hervor. In beiden Fällen falle ein Vergleich zu Martins Ungunsten aus. Gelobt wurden die vier neuen beschwingten Melodien von Harold Arlen und Leo Robin. […] Die schwedische Newcomerin Marta Toren sei zwar schön, aber etwas emotionslos, während Yvonne De Carlo in ihrer Rolle ebenfalls schön sei und außerdem um einiges gefühlvoller agiere. Peter Lorres Darstellung des Polizeiinspektors wird als den Leistungen seiner Vorgänger als Slimane würdig bezeichnet. Ein Satz des Films wird als Wertung für die Rolle des Pepe aufgegriffen: „Ich weiß nicht, was so bemerkenswert an Pepe ist.“ Wir auch nicht.

## Auszeichnungen
Auf der Oscarverleihung 1949 waren Harold Arlen und Leo Robin mit ihrem Song For Every Man There’s a Woman in der Kategorie „Bester Song“ für einen Oscar nominiert. Die Trophäe ging an Jay Livingston und Ray Evans für ihren Song Buttons and Bows für die Westernkomödie Sein Engel mit den zwei Pistolen (The Paleface).